# IC 2567
IC 2567 ist eine linsenförmige Galaxie mit aktivem Galaxienkern vom Hubble-Typ SB0 im Sternbild Löwe an der Ekliptik. Sie ist schätzungsweise 536 Mio. Lichtjahre von der Milchstraße entfernt und hat einen Durchmesser von etwa 140.000 Lj.

Im selben Himmelsareal befinden sich u. a. die Galaxien NGC 3209, NGC 3216, IC 2569.
Das Objekt wurde am 26. März 1900 von Stéphane Javelle entdeckt.